# Workman
《Workman》（韩语： Weokeumaen）是由韓國Studio Lululala製作的網路綜藝節目，自2019年5月17日起在YouTube上播出。主持人張聖圭會在節目中體驗各種不同的職業。根據張聖圭在《全知干預視角》節目中的透露，頻道每月的廣告收入達到20億韓元。

## 介紹
2019年7月，在朴俊炯單飛到Wassup Man之後，張聖圭成為這個頻道的唯一主持人。8月14日，訂閱數達到了100萬，但他竟然用嘴去咬那個YouTube的金按鈕，結果按鈕被咬壞了，所以他就公開了那個木頭做的金按鈕。8月30日和10月16日，訂閱數又分別達到了200萬和300萬。但到了2020年3月10日，雖然訂閱數一度突破400萬，但因為製作團隊的某些言論爭議，三天內就掉到382萬。
到了2020年7月29日，訂閱數是382萬，總觀看次數也超過了3億。根據YouTube Rewind 2019的數據，該頻道在2019年新創頻道中排名第二。2020年3月12日，當訂閱數再次突破400萬時，張聖圭在IG上發文說：“將成為傳奇，你們現在看到的是歷史正在被寫下。”
從第36集開始，JTBC的天氣主播金玟我也開始參與節目，每月出現一次。雖然她原本是做天氣預報的，但她在節目中的表現和幽默感甚至超越了張聖圭，一度被大家認為是節目的新星。但後來因為在其他網絡節目中的性騷擾爭議，她就退出了節目。2020年10月23日，BIBI加入成為頻道新的工讀生，直到2021年3月，現在的節目大多是張聖圭自己主持，偶爾會有一兩位特別嘉賓。
2020年11月4日，推出了一個新節目叫做Walkman，這是一個探訪各大企業的節目。這個新節目和原本的節目沒有直接關聯，主要是張聖圭去評價各大企業。每兩週的星期三都會更新。但到了2021年5月26日，節目就突然因不明原因停播。
2022年2月16日到6月15日，張聖圭和김기혁、SINCE三人一起主持了一個新節目叫做돈 워크맨。
2022年6月17日，第一季結束。
2022年11月11日，回歸，這次的主題是尋找各行各業的傳奇兼職生。在第一季的時候，每一集結尾都會有一首詩，但在第二季，他們改成送出卡片給那一集的主角。但從第17集開始，這個環節又改回原本的詩歌環節。
2023年5月21日開啟頻道新單元workdol(워크돌)，由(G)I-DLE成員葉舒華主持。
2024年3月14日宣布workdol第二季由NMIXX隊長Haewon主持。
2025年5月22日宣布workdol第四季由Billlie成員TSUKI主持。

## 爭議
在2020年3月11日播出的影片中，使用了在"일베저장소(英語：Ilbe Storage，中文：一席貯藏所)"網站上被大肆嘲諷的前總統盧武鉉的貶低用語"노무(勞務)"，引發了熱議。對此，Workman方面在頻道社群上張貼了一篇澄清，表示他們使用"노무(勞務)"是以"與勞動有關的事務"的字面意義來用，並不知道這詞在"일베저장소"網站上被用來貶低特定人物。然而，大部分的網友反應是，"這麼懂網路潮語的Workman竟然會不知道這個詞的含義，根本說不通。況且，現在還有誰會用這個詞來表示工作的意思，真的不知道。"這次風波導致頻道訂閱人數從400萬掉到了大約370萬，不過現在已慢慢回升。

## 外部連結
- YouTube上的Workdoll播放列表